# Helmet for My Pillow
Helmet for My Pillow (Un casque pour mon coussin en français) est un récit personnel rédigé par Robert Leckie, vétéran de la Seconde Guerre mondiale du Corps des Marines des États-Unis, auteur et historien militaire. Publié pour la première fois en 1957, le récit débute avec l'enrôlement de Leckie dans les Marines, peu après l'attaque de Pearl Harbor en 1941.
La mini-série Band of Brothers : L’Enfer du Pacifique de la chaîne de télévision américaine HBO fut adaptée pour une large part sur la base du récit de Helmet for My Pillow, ainsi que sur celui d'Eugene Sledge, With the Old Breed: At Peleliu and Okinawa (en) et sur l'histoire personnelle de l'adjudant récipiendaire de la Médaille d'honneur John Basilone,.

## Synopsis
Le récit débute au boot camp au Camp d'entraînement du Corps des Marines de Parris Island, en Caroline du Sud. L'histoire suit Robert Leckie au cours de sa formation initiale, puis à la Base aérienne du Corps des Marines de New River en Caroline du Nord où il est brièvement affecté et se poursuit sur le Théâtre du Pacifique de la Seconde Guerre mondiale.
Leckie fut affecté à la 1re division des Marines et déployé à Guadalcanal, à Melbourne en Australie, en Nouvelle-Guinée, à Cape Gloucester, avant d'être évacué de l'îles de Peleliu en raison de ses blessures. Helmet for My Pillow est un récit qui se place du point de vue du conscrit. Une réédition affirmait que le livre racontait : « la picole, la bagarre, les amours de permissions de 72 heures, les combats courageux et la mort au combat tels que les Marines américains les pratiquaient, pas à pas, à travers le Pacifique ».

## Adaptation
- Au mois d'avril 2007 fut dévoilé le fait que le récit d'Eugene Sledge, With the Old Breed: At Peleliu and Okinawa, ainsi que Helmet for My Pillow, serviraient de base pour la mini-série de la chaîne HBO The Pacific qui succédait à Band of Brothers.

## Sources
- Robert Leckie, interview par Brian Lamb, Booknotes: 'Okinawa: The Last Battle of World War II' by Robert Leckie, C-SPAN, 3 septembre 1995 (consulté le 30 décembre 2011).